# 薀藻浜戰鬥
薀藻浜戰鬥發生於1932年2月13日，地點則是在中國上海市蕰藻浜。是抗日戰爭時期的主要戰鬥之一，交戰一方為國民革命軍，一方為日軍。而兩軍參與者為十九路軍及日軍海軍陸戰隊，此戰鬥屬於一二八事變後續戰鬥，十九路軍也在此戰鬥後重編於張治中部。